# A szervezet (film, 2024)
A szervezet (eredeti cím: The Union) 2024-es amerikai akcióvígjáték, amelyet Joe Barton és David Guggenheim forgatókönyvéből Julian Farino rendezett. A főbb szerepekben Mark Wahlberg, Halle Berry, Mike Colter, Adewale Akinnuoye-Agbaje, Alice Lee, Jackie Earle Haley és J. K. Simmons látható.
2024. augusztus 16-án jelent meg a Netflixen.

## Cselekmény
Mike McKenna New Jerseyben élő építőipari munkás. Egy nap találkozik Roxanne Hall-lal, középiskolai barátnőjével. A nő bevezeti őt a kémek világába, és ráveszi, hogy dolgozzon a kormánynak.

## Szereplők
| Szerep           | Színész                  | Magyar hang         |
| ---------------- | ------------------------ | ------------------- |
| Mike McKenna     | Mark Wahlberg            | Miller Zoltán       |
| Roxanne Hall     | Halle Berry              | Pikali Gerda        |
| Nick Faraday     | Mike Colter              | Zöld Csaba          |
| Frank Pfeiffer   | Adewale Akinnuoye-Agbaje | Galambos Péter      |
| Juliet Quinn     | Jessica De Gouw          | Páder Petra         |
| Athena Kim       | Alice Lee                | Bogdányi Titanilla  |
| Foreman          | Jackie Earle Haley       | Epres Attila        |
| Tom Brennan      | J. K. Simmons            | Barbinek Péter      |
| Lorraine McKenna | Lorraine Bracco          | Papadimitriu Athina |
| Nicole           | Dana Delany              | Vándor Éva          |
| Bobby Breslin    | Patch Darragh            | Sörös Miklós        |
| Johnny Healy     | James McMenamin          | Dolmány Attila      |
| Billy Lewis      | Juan Carlos Hernandez    | Szikszai Rémusz     |
| Cameron Foster   | Stephen Campbell Moore   | Dévai Balázs        |

### Magyar változat
- Magyar szöveg: Bakos Kata
- Hangmérnök: Farkas László
- Vágó: Kajdácsi Brigitta
- Gyártásvezető: Hódos Edina
- Szinkronrendező: Blahó Gergely
- Produkciós vezető: Hagen Péter

A szinkront a Mafilm Audio készítette el.

## A film készítése
2020 májusában jelentették be, hogy a Netflix megvásárolta az Our Man from Jersey (későbbi címén The Union) című film pályázatát, amelyben Mark Wahlberg játssza a főszerepet. Joe Barton és David Guggenheim írták a forgatókönyvet Stephen Levinson története alapján. 2021 márciusában Halle Berry kapta meg a szerepet Wahlberg mellett. 2022 májusában J. K. Simmons, Jackie Earle Haley, Adewale Akinnuoye-Agbaje, Jessica De Gouw és Alice Lee csatlakozott a stábhoz.
A forgatás 2022 márciusában kezdődött Londonban, New Jerseyben és a szlovéniai Piranban. A gyártás 2022 májusában kisebb vitát váltott ki a Fitzroviában zajló forgatás okozta zaj- és légszennyezés miatt. A forgatás 2022 szeptemberében az olaszországi Ponterosso Triesztben is zajlott.